# Pedro Onofre Cotto

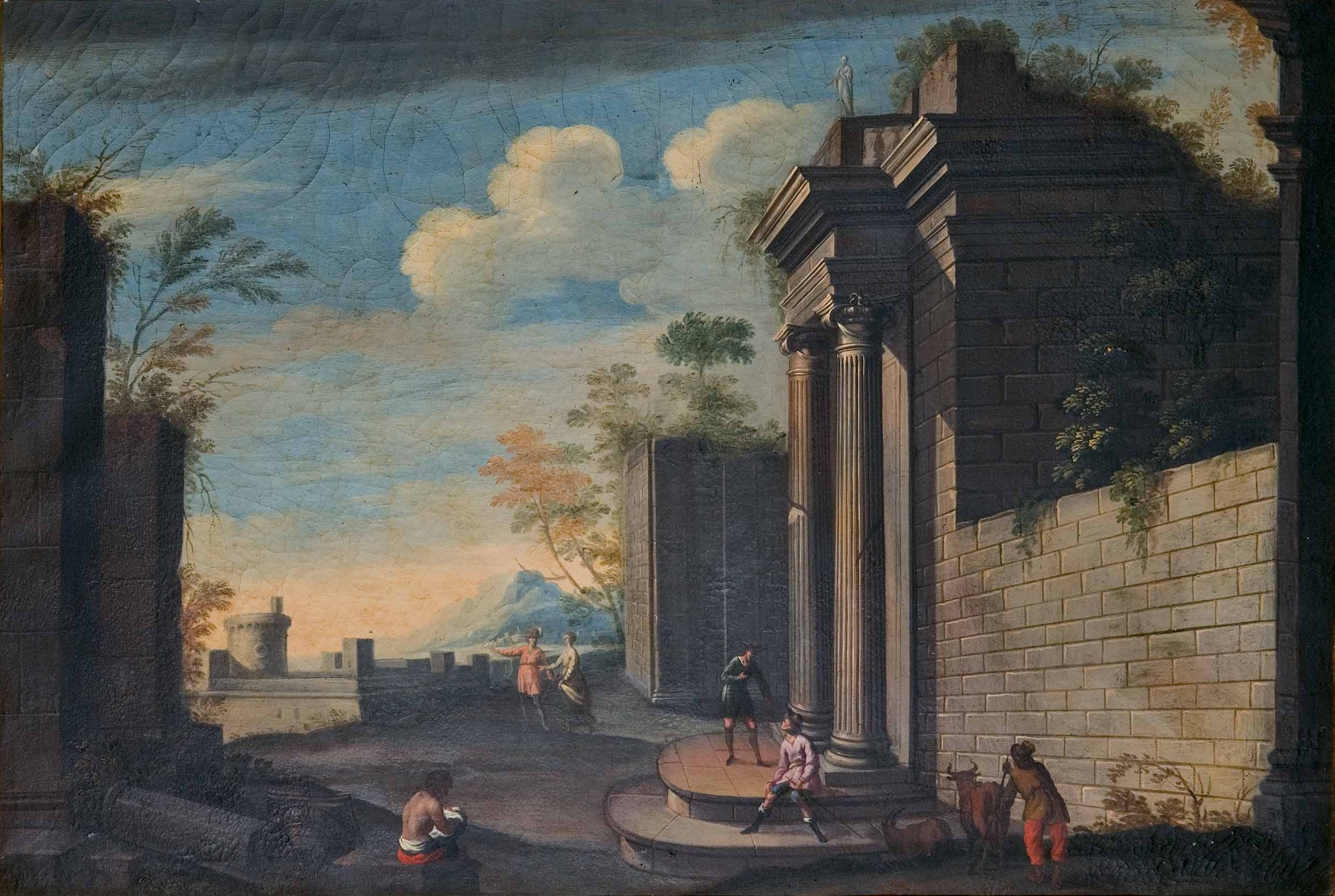
Arquitectura clásica, óleo sobre lienzo, 78 x 116 cm, colección privada.

Pedro Onofre Cotto Ferrer (Palma de Mallorca, 1669-Madrid, 1713) fue un pintor barroco español especializado en la pintura de paisajes con perspectivas arquitectónicas.
Miembro de una familia de pintores e hijo de Mateo Cotto, que se había especializado en trabajos topográficos y arquitecturas fingidas para túmulos y exequias, Pedro Onofre alcanzó cierta fama como pintor de paisajes con ruinas de complicada arquitectura barroca y menudas figuras en número reducido y, en ocasiones, formando escenas mitológicas o bíblicas.
Hay constancia de su trabajo como pintor de la Universidad de Mallorca tras la muerte de su padre, en 1666, cargo al que renunció en 1691 para trasladarse a Madrid, sucediéndole a su vez su hijo Antonio. Un año después firmó «Pedro O. Cotto mallorquín» dos pinturas conservadas en la clausura del convento de Carmelitas Descalzas de Burgos, prueba de la extensión de su fama fuera de las islas. Tratándose de paisajes con figuras, se representa en ellas El arrepentimiento de San Pedro y Santa María Magdalena en meditación, guardadas junto con un San Martín partiendo la capa no firmado pero de similares características: frondosos paisajes y pórticos de arquitectura clásica en ruinas dispuestos en diagonal, con influencias de Claudio de Lorena y del valenciano Vicente Giner.

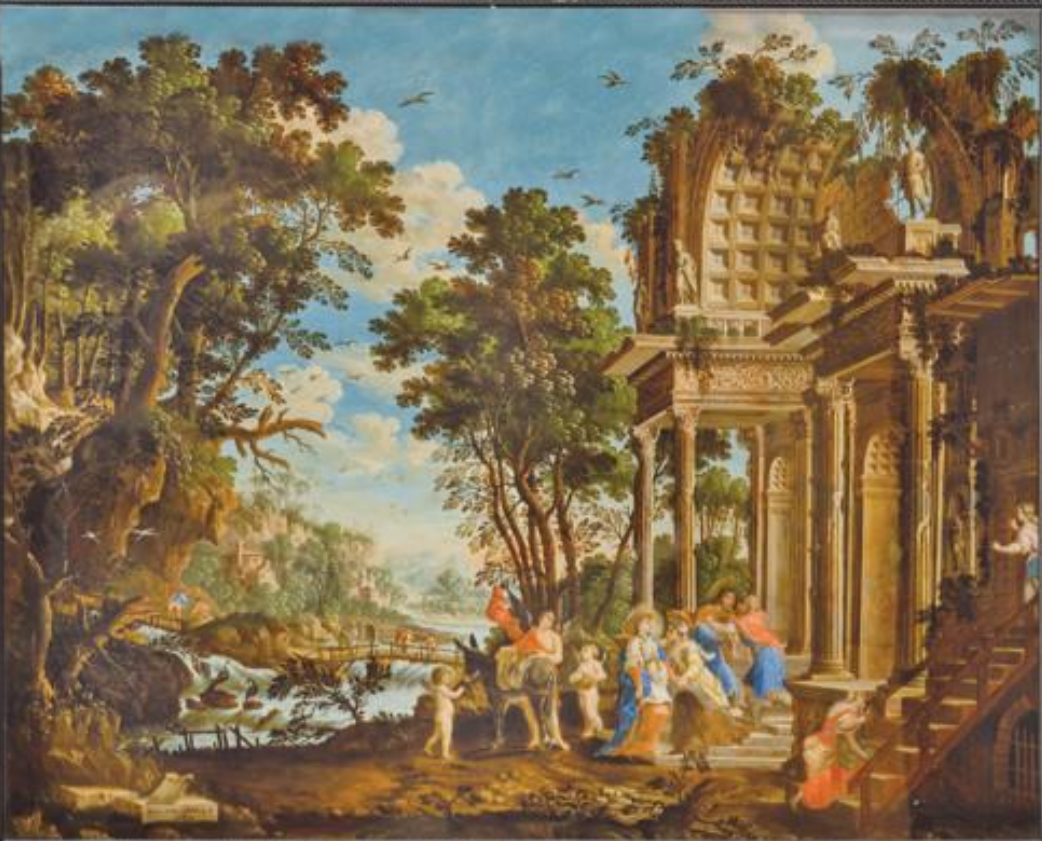
Capricho arquitectónico con la visitación, firmado: «Pedro, Coto, Mallorquin / 16F95». Óleo bajo cristal, 56 x 70,5 cm. Antigua colección del marqués de Viluma.

De 1694, firmados de igual modo, son dos lienzos de asunto mitológico, Venus y Adonis y Píramo y Tisbe, dados a conocer en 1935 por Méndez Casal, cuando se encontraban en la colección de la condesa de Arcentales. En paradero actualmente desconocido, estos lienzos sirvieron para fijar el estilo del pintor, reconocible en algunos otros paisajes de colección particular, como los procedentes del palacio de los marqueses de la Torre en Palma de Mallorca.
Cotto parece haberse especializado también en la pintura sobre cristal, de lo que existen algunos testimonios documentales, así las «dos pinturas de christales, la una de San Pedro y la otra de San Antonio, con sus marcos de charol y perfiles dorados, orijinales de Don Pedro Coto», que Antonio Palomino valoró en 1500 reales al tasar las pinturas que guardaba en Madrid Antonio López Martínez a su muerte, ocurrida en 1724, o el «pais en vidrio de Pedro Cotto en medio punto con marco dorado», propiedad del obispo de Cádiz, Lorenzo Armengual de la Mota, y tres caprichos arquitectónicos con la Visitación, la Epifanía y la Huida a Egipto, firmados y fechados dos de ellos en 1695, en la antigua colección del marqués de Viluma.